# Gigantothrips elegans
Gigantothrips elegans (лат.) — вид трипсов рода Gigantothrips из семейства Phlaeothripidae (Thysanoptera).

## Распространение
Описанный с острова Ява (Индонезия), этот вид широко распространен в тропической зоне от Индии до Филиппин, включая южный Китай, питаясь листьями фикусов.

## Описание
Крупные трипсы (длина около 5 мм) с четырьмя бахромчатыми крыльями. От близких видов отличаются следующими признаками: наличием многочисленных заметных стержневых волосков на переднем крае переднеспинки (с примерно восемью парами стержневых волосков). На тергитах II—V имеется не менее пяти пар сигмовидных удерживающих волосков, хотя на VI—VII они отсутствуют.  Голова значительно длиннее ширины, щеки параллельны с несколькими крепкими волосками; глаза нормальные, постокулярные волоски обычно не развиты; стилеты втянуты на одну треть головы, сближены; усики тонкие, 8-сегментные.